# NGC 6145
NGC 6145 في الفهرس العام الجديد، هي مجرة، تقع في كوكبة الجاثي. اكتشفت في 12 مايو 1828 بواسطة جون هيرشل.

## روابط خارجية
- NGC 6145 على موقع ويكي سكاي: DSS2, SDSS, GALEX, IRAS, Hydrogen α, X-Ray, Astrophoto, Sky Map, Articles and images